# Zuid-Koreaans handbalteam (vrouwen)
Het Zuid-Koreaans handbalteam is het nationale team van Zuid-Korea voor vrouwen. Het team vertegenwoordigt de Koreaanse Handbalfederatie.

## Resultaten

### Olympische Spelen
| Olympische Spelen | Olympische Spelen   | Olympische Spelen   | Olympische Spelen   | Olympische Spelen   | Olympische Spelen   | Olympische Spelen   | Olympische Spelen   | Olympische Spelen   |
| Jaar (teams)      | Resultaat           | Wed                 | W                   | G                   | V                   | DV                  | DT                  | DS                  |
| ----------------- | ------------------- | ------------------- | ------------------- | ------------------- | ------------------- | ------------------- | ------------------- | ------------------- |
| 1976 (6)          | Niet gekwalificeerd | Niet gekwalificeerd | Niet gekwalificeerd | Niet gekwalificeerd | Niet gekwalificeerd | Niet gekwalificeerd | Niet gekwalificeerd | Niet gekwalificeerd |
| 1980 (6)          | Niet gekwalificeerd | Niet gekwalificeerd | Niet gekwalificeerd | Niet gekwalificeerd | Niet gekwalificeerd | Niet gekwalificeerd | Niet gekwalificeerd | Niet gekwalificeerd |
| 1984 (6)          | 2e                  | 5                   | 3                   | 1                   | 1                   | 125                 | 119                 | +7                  |
| 1988 (8)          | 1e                  | 5                   | 4                   | 0                   | 1                   | 120                 | 106                 | +14                 |
| 1992 (8)          | 1e                  | 5                   | 4                   | 1                   | 0                   | 136                 | 107                 | +29                 |
| 1996 (8)          | 2e                  | 5                   | 4                   | 0                   | 1                   | 155                 | 122                 | +33                 |
| 2000 (10)         | 4e                  | 7                   | 5                   | 0                   | 2                   | 216                 | 177                 | +39                 |
| 2004 (10)         | 2e                  | 7                   | 5                   | 1                   | 1                   | 229                 | 196                 | +33                 |
| 2008 (12)         | 3e                  | 8                   | 5                   | 1                   | 2                   | 247                 | 207                 | +40                 |
| 2012 (12)         | 4e                  | 7                   | 4                   | 1                   | 2                   | 214                 | 215                 | −1                  |
| 2016 (12)         | 10e                 | 5                   | 1                   | 1                   | 3                   | 130                 | 136                 | −6                  |
| 2020 (12)         | 8e                  | 6                   | 1                   | 1                   | 4                   | 177                 | 204                 | −27                 |
| Totaal            | 10/12               | 60                  | 36                  | 7                   | 17                  | 1.749               | 1.589               | +195                |

 Kampioenen   Runners-up   Derde plaats   Vierde plaats

### Wereldkampioenschap
| Wereldkampioenschap | Wereldkampioenschap               | Wereldkampioenschap               | Wereldkampioenschap               | Wereldkampioenschap               | Wereldkampioenschap               | Wereldkampioenschap               | Wereldkampioenschap               | Wereldkampioenschap               |
| Jaar                | Resultaat                         | Wed                               | W                                 | G                                 | V                                 | DV                                | DT                                | DS                                |
| ------------------- | --------------------------------- | --------------------------------- | --------------------------------- | --------------------------------- | --------------------------------- | --------------------------------- | --------------------------------- | --------------------------------- |
| 1957                | Niet deelgenomen aan kwalificatie | Niet deelgenomen aan kwalificatie | Niet deelgenomen aan kwalificatie | Niet deelgenomen aan kwalificatie | Niet deelgenomen aan kwalificatie | Niet deelgenomen aan kwalificatie | Niet deelgenomen aan kwalificatie | Niet deelgenomen aan kwalificatie |
| 1962                | Niet gekwalificeerd               | Niet gekwalificeerd               | Niet gekwalificeerd               | Niet gekwalificeerd               | Niet gekwalificeerd               | Niet gekwalificeerd               | Niet gekwalificeerd               | Niet gekwalificeerd               |
| 1965                | Niet gekwalificeerd               | Niet gekwalificeerd               | Niet gekwalificeerd               | Niet gekwalificeerd               | Niet gekwalificeerd               | Niet gekwalificeerd               | Niet gekwalificeerd               | Niet gekwalificeerd               |
| 1971                | Niet gekwalificeerd               | Niet gekwalificeerd               | Niet gekwalificeerd               | Niet gekwalificeerd               | Niet gekwalificeerd               | Niet gekwalificeerd               | Niet gekwalificeerd               | Niet gekwalificeerd               |
| 1973                | Niet gekwalificeerd               | Niet gekwalificeerd               | Niet gekwalificeerd               | Niet gekwalificeerd               | Niet gekwalificeerd               | Niet gekwalificeerd               | Niet gekwalificeerd               | Niet gekwalificeerd               |
| 1975                | Niet gekwalificeerd               | Niet gekwalificeerd               | Niet gekwalificeerd               | Niet gekwalificeerd               | Niet gekwalificeerd               | Niet gekwalificeerd               | Niet gekwalificeerd               | Niet gekwalificeerd               |
| 1978                | 10-12de                           |                                   |                                   |                                   |                                   |                                   |                                   |                                   |
| 1982                | 6de                               |                                   |                                   |                                   |                                   |                                   |                                   |                                   |
| 1986                | 11de                              |                                   |                                   |                                   |                                   |                                   |                                   |                                   |
| 1990                | 11de                              |                                   |                                   |                                   |                                   |                                   |                                   |                                   |
| 1993                | 11de                              |                                   |                                   |                                   |                                   |                                   |                                   |                                   |
| 1995                | 1ste                              |                                   |                                   |                                   |                                   |                                   |                                   |                                   |
| 1997                | 5de                               |                                   |                                   |                                   |                                   |                                   |                                   |                                   |
| 1999                | 9de                               |                                   |                                   |                                   |                                   |                                   |                                   |                                   |
| 2001                | 15de                              |                                   |                                   |                                   |                                   |                                   |                                   |                                   |
| 2003                | 3de                               |                                   |                                   |                                   |                                   |                                   |                                   |                                   |
| 2005                | 8ste                              |                                   |                                   |                                   |                                   |                                   |                                   |                                   |
| 2007                | 6de                               | 10                                | 5                                 | 0                                 | 5                                 | 313                               | 281                               | +32                               |
| 2009                | 6de                               | 9                                 | 5                                 | 2                                 | 2                                 | 291                               | 237                               | +54                               |
| 2011                | 11de                              | 6                                 | 3                                 | 0                                 | 3                                 | 193                               | 154                               | +49                               |
| 2013                | 12de                              | 6                                 | 3                                 | 0                                 | 3                                 | 185                               | 145                               | +40                               |
| 2015                | 14de                              | 5                                 | 2                                 | 2                                 | 1                                 | 138                               | 125                               | +13                               |
| 2017                | 13de                              | 6                                 | 3                                 | 0                                 | 3                                 | 169                               | 154                               | +15                               |
| 2019                | 11de                              | 8                                 | 3                                 | 2                                 | 3                                 | 240                               | 236                               | +4                                |
| 2021                | 14de                              |                                   |                                   |                                   |                                   |                                   |                                   |                                   |
| Totaal              | 19/25                             |                                   |                                   |                                   |                                   |                                   |                                   |                                   |

 Kampioenen   Runners-up   Derde plaats   Vierde plaats

### Aziatisch kampioenschap
- 1987 -
- 1989 -
- 1991 -
- 1993 -
- 1995 -
- 1997 -
- 1999 -
- 2000 -
- 2002 -
- 2004 -
- 2006 -
- 2008 -
- 2010 -
- 2012 -
- 2015 -
- 2017 -
- 2018 -
- 2021 -